# Comuna Gonorata, Bârzula
Gonorata (în ucraineană Гонората, transliterat: Honorata) este o comună în raionul Bârzula, regiunea Odesa, Ucraina, formată din satele Gonorata (reședința) și Zatîșșea.

## Demografie
Componența lingvistică a comunei Honorata
     Ucraineană (93,12%)
     Rusă (3,56%)
     Română (3,21%)
Conform recensământului din 2001, majoritatea populației comunei Honorata era vorbitoare de ucraineană (93,12%), existând în minoritate și vorbitori de rusă (3,56%) și română (3,21%).